# دينتون (جورجيا)
دينتون (بالإنجليزية: Denton, Georgia)‏ هي مدينة تقع في مقاطعة جيف ديفيس بولاية جورجيا في الولايات المتحدة. تبلغ مساحة هذه المدينة 4 (كم²)، وترتفع عن سطح البحر 80 م، بلغ عدد سكانها 269 نسمة في عام 2010 حسب إحصاء مكتب تعداد الولايات المتحدة.

## وصلات خارجية
- Cities & Counties - Georgia.gov